# Várjjat siida
Várjjat siida (från nordsamiska Várjjaga = Varanger och siida = sameby) är ett av Sametinget i Norge föreslaget men ej (2019) beslutat världsarv. Det finns inte heller upptaget på listan över tentativa världsarv.
Sametinget föreslog 2012 att den norska regeringen skulle ta upp Várjjat siida på Norges tentativa lista för Unesco-märkta världsarv. Detta nya världsarv skulle bestå av fyra för samisk kultur viktiga platser i Varanger. Mortensnes kulturminneområde är den tänkta huvudplatsen. Alla de fyra ingående platserna ligger inom Varangersamernas bosättningsområde, vilket avspeglas i den föreslagna titeln på det diskuterade världsarvet.
- Mortensnes kulturminneområde i Nesseby kommun, ett område vid stranden till Varangerfjorden, som varit bebott under 10 000 år 70°7′40″N 29°1′25″Ö / 70.12778°N 29.02361°Ö
- Kjøpmannskjølen (nordsamiska: Noidiidčearru) i Båtsfjords kommun, ett kulturminnesområde där det finns fångstanläggning för vildren med två inhägnader 70°24′28″N 30°0′25″Ö / 70.40778°N 30.00694°Ö
- Gollevárri kulturminnesområde (Gullfjell") i Tana kommun med Norges största fångstanläggning för vildren med hundratals fångstgropar och boplatser daterade från 1200-talet och 1400-talet 70°7′19″N 28°14′46″Ö / 70.12194°N 28.24611°Ö
- Gropbakkengen (nordsamiska: Ruovdenjunovta) i Nesseby kommun, en boplats med 89 härdar från omkring 4 000 före Kristus 70°9′33″N 28°34′49″Ö / 70.15917°N 28.58028°Ö